# (13283) Dahart
(13283) Dahart (1998 QF51) – planetoida z grupy pasa głównego asteroid okrążająca Słońce w ciągu 3,73 lat w średniej odległości 2,4 j.a. Odkryta 17 sierpnia 1998 roku.